# Гарциљана
Гарциљана (итал. Garzigliana) је насеље у Италији у округу Торино, региону Пијемонт.
Према процени из 2011. у насељу је живело 275 становника. Насеље се налази на надморској висини од 315 м.

## Становништво
| 1936. | 1951. | 1961. | 1971. | 1981. | 1991. | 2001. | 2011. |
| ----- | ----- | ----- | ----- | ----- | ----- | ----- | ----- |
| 604   | 576   | 516   | 542   | 514   | 519   | 544   | 557   |